# Iradierea alimentelor

Logo Radura, utilizat pentru a indica faptul că un aliment a fost tratat prin iradiere (versiunea SUA)

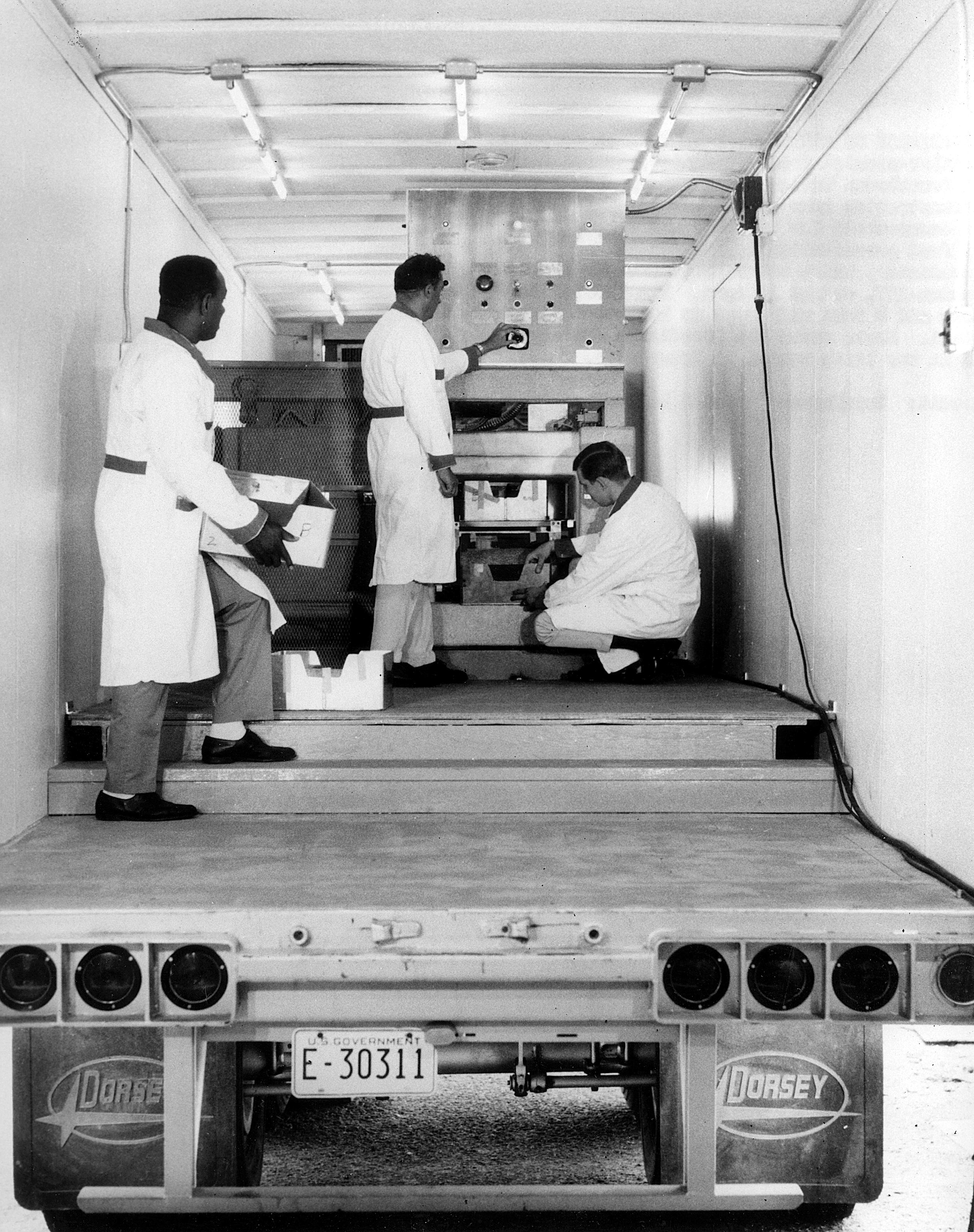
Înstalație mobilă de iradiere a alimentelor utilizată în 1968; acesta era amplasată pe o remorcă, putând fi portată în diverse locuri

Iradierea alimentelor este procesul de expunere a alimentelor și ambalajelor alimentare la radiații ionizante. Radiațiile ionizante (precum radiația gama, radiația X sau fasciculele de electroni) prezintă avantajul că energia poate fi transmisă fără contact direct între produsul alimetar și sursa de energie (radiații), eliminându-se astfel riscul contaminării radioactive. Radiațiile ionizante pot fi emise fie de către o substanță radioactivă, fie pot fi generate de către un câmp electric. Acest tratament este utilizat pentru a îmbunătăți siguranța alimentară prin prelungirea duratei de conservare a produsului și prin eliminarea riscului de toxiinfecție alimentară. Prin sterilizarea alimentelor se întârzie sau chiar elimină procese precum germinația sau maturarea (coacerea). În plus, procesul poate fi utilizat ca mijloc de control a populațiilor de insecte și dăunători invazivi. Percepția consumatorilor față de produsele alimentare tratate prin iradiere este mult mai negativă comparativ la cele prelucrate prin alte metode, în special pentru că există tendința de a considera astfel de produse fie radioactive, fie mutante. Cu toate acestea, cercetări independente realizate de către Organizația Mondială a Sănătății (OMS) la Centrul pentru Controlul si Prevenirea Bolilor confirmă calitatea produselor alimentare tratate prin iradiere.
Iradierea alimentelor este un proces utilizat în peste 60 de țări, aproximativ 500000 de tone fiind procesate anual prin iradiere. Normele utilizate pentru iradiere și gama alimentelor care pot fi iradiate diferă de la o țară la alta. De exemplu în Austria, Germania și alte țări din Uniunea Europeană, doar ierburile uscate, mirodeniile și condimentele pot fi iradiate și doar la anumite doze, în timp ce în Brazilia orice aliment poate fi iradiat, indiferent de doză. În România aceste aspecte sunt reglementate prin Ordinul Ministerului Sănătății și Familiei nr. 855/98/90 din 23 noiembrie 2001, Ordinul Ministerului Agriculturii, Alimentației și Pădurilor nr. 855 din 23 noiembrie 2001 și Ordinulul nr. 90 din 14 martie 2002 al Comisiei Naționale pentru Controlul Activităților Nucleare privind  aprobarea Normelor privind alimentele si ingredientele alimentare tratate cu radiații ionizante.

## Utilizare
Iradierea este utilizată pentru a reduce sau a elimina riscul de toxiinfecție alimentară, pentru a preveni sau încetini alterarea, maturarea sau germinarea produselor și ca tratament împotriva dăunătorilor. În funcție de doza de iradiere, dezvoltarea agenților patogeni (microorganisme, bacterii și virusuri) poate fi încetinită prin alterarea capabilității de reproducere; la doze mai ridicate, aceștia pot fi complet distruși. Iradierea nu poate readuce alimentele alterate la starea lor proaspătă: dacă astfel de alimente sunt procesate prin iradiere, procesele de alterare și maturare ulterioare sunt încetinite, dar toxinele nu vor fi distruse iar textura, culoarea sau gustul produselor alimentare nu vor fi recuperate. Referitor la bacterii, cele mai multe alimente sunt iradiate pentru a reduce semnificativ numărul de microbi activi și nu pentru a steriliza totalitatea microbilor din produs. Din acest punct de vedere, procesul este similar pasteurizării.
Iradierea este utilizată pentru a crea alimente sigure pentru persoane care prezintă risc ridicat de infecții, respectiv pentru condiționarea unor alimente care trebuiesc stocate pentru perioade de timp îndelungate sau pentru care nu sunt disponibile condiții de stocare proprice. Alimentele care pot tolera doze de radiații ridicate sunt astfel complet sterilizate. Acest proces este aplicat adesea pentru produse alimentare care constituie dieta astronauților sau a pacienților cu necesități speciale din spitale.
Iradierea este folosită și pentru a crea produse de raft stabile. Întrucât iradierea reduce populațiile de microorganisme de alterare și pentru că alimentele preambalate pot fi iradiate în acestă formă, ambalajul previne recontaminarea produsului final.
Iradierea este utilizată pentru a reduce pierderile după recoltare. Procesul reduce populațiile de microorganisme în alimente și poate încetini viteza cu care enzimele schimbă calitatea alimentelor și – prin urmare – încetinește alterarea și maturarea, inhibând încolțirea (de exemplu la cartofi, ceapă și usturoi).
Alimentele sunt de asemenea iradiate pentru a preveni răspândirea speciilor de dăunători prin intermediul comerțului cu fructe și legume  proaspete, fie între granițele unei țări, fie la exportul către alte tări. Altfel, prin intermediul comerțului cu produse proaspete, diverși dăunători (precum insecte) ar putea fi transportați în noi habitate, ceea ce ar putea afecta în mod semnificativ atât producția agricolă cât și mediul înconjurător în potențialele noi habitate. „Iradierea fitosanitară” are rolul de sterilizare a eventualilor paraziți prin tratarea alimentelor cu doze reduse de radiații. În general, dozele mai mari necesare pentru a distruge dăunători precum insectele, acarieni, molii, fluturi, a căror prezență nu poate fi tolerată sau care afectează aspectul sau gustul produselor. Tratamentul cu doze scăzute (sub 1000 Gy) permite menținerea comerțului în limitele de carantină contribuind de asemenea la reducerea proceselor de alterare.

## Impactul
Iradierea reduce riscul de infecții și alterare a alimentelor, fără a induce radioactivitate în alimentele astfel tratate. Este un proces dovedit a fi sigur, neprovocând reacții chimice care să modifice aspectul sau caracteristicile nutritive ale alimentelor. Unele dintre efectele secundare potențiale ale iradierii sunt ipotetice, în timp ce altele sunt demonstrate. Aceste efecte includ impactul cumulativ asupra agenților patogeni, a oamenilor și asupra mediului ca urmare a reducerii calității alimentelor, transportul și depozitarea materialelor radioactive, distrugerea agenților patogeni, modificarea modului în care ne raportăm la alimente și a modului în care iradierea modifică producția și transportul alimentelor.

### Efecte imediate
Sursele de radiații transferă materiei înconjurătoare surplusul energetic sub formă de particule sau unde. La interacția cu materia, o parte din legăturile chimice din compusul țintă sunt alterate (rupte) prin radioliză, formăndu-se radicali cu timp de viață foarte scurt (de exemplu, radicali hidroxil, atomi de hidrogen sau electroni solvatați). Acești radicali pot cauza diverse modificări chimice prin asociere/disociere la moleculele înconjurătoare. Când astfel de evenimente de ciocnire conduc la alterarea ADN-ului sau ARN-ului, reproducerea eficientă devine improbabilă; în plus, atunci când coliziunile au loc în interiorul celulelor, diviziunea celulară nu mai are loc.
Energia fluxurilor utilizate la iradierea alimentelor (limitele energetice maxim acceptate sunt de 10 MeV pentru electroni, respectiv 5 MeV (7,5 MeV în SUA) pentru radiația X și radiații gama emise de surse de 60Co) nu poate induce radioactivate alimentelor. Dimpotrivă, acestă energie este suficientă pentru formarea produșilor de radoliză și a radicalilor liberi.
În plus, iradierea poate modifica conținutul nutrițional și aroma alimentelor, chiar mai mult decât prin gătire. Astfel de modificări chimice au loc și în cazul proceselor de gătit, afumare, sărare etc., procese care induc schimbări  atât de drastice încât fac natura produsului aproape de nerecunoscut. Depozitare alimentelor cauzeză – la rândul său – modificări chimice dramatice, fapt care conduce în cele din urmă la o deteriorare și alterare a gustului.

#### Preconcepții
O preocupare majoră este legată de faptul că iradierea ar putea conduce la modificări structurale care sunt dăunătoare pentru consumatori. Mai multe grupuri de experți (inclusiv la nivel internațional) au  evaluat datele disponibile și au concluzionat că orice aliment este sănătos și sigur pentru consum indiferent de doza de iradiere, atât timp cât își menține proprietățile tehnice (de exemplu, textura sau culoarea) iar gustul nu este alterat.
Alimentele iradiate nu devin radioactive, așa cum un obiect expus la lumină nu începe să producă lumină. Radioactivitatea este capacitatea unei substanțe de a emite spontan particule sau fluxuri electromagnetice de o anumită energie. Atunci când astfel de particule întâlnesc materialul țintă, acestea pot elibera alte particule cu energii ridicate. Astfel de procese încetează a avea loc la scurt timp după terminarea expunerii, în același mod în care obiectele nu mai reflectă lumina atunci când sursa de lumină este oprită și la fel cum obiectele calde emit căldură până când se răceasc, fără a continua să producă propria lor căldură. Pentru a modifica structura unui material în așa fel încât acesta să se activeze, este necesară o iradiere la doze extrem de ridicate, capabile să modifice structura nucleului materialului țintă.
Este imposibil ca sursele utilizate pentru iradierea alimentelor să inducă radioactivitate artificială. Acestea emit electroni sau fotoni cu proprietăți bine definite (viteza în cazul electronilor, respectiv lungimea de undă în cazul fotonilor). La energiile menționate, astfel de surse nu pot fi niciodată suficient de puternice pentru a modifica structura nucleelor  atomice din componența alimentelor, indiferent de cât de multe particule vor lovi materialul țintă, astfel că radioactivarea nu poate avea loc în absența tranformărilor nucleare.

#### Modificări chimice
La iradierea alimentelor se formează radicali liberi. Marea majoritate a acestora prezintă caracter oxidativ și sunt extrem de reactivi. Potrivit teoriei îmbătrânirii excesive datorată radicalilor liberi, expunerea la cantități ridicate de astfel de radicali pot induce leziuni celulare și  chiar moartea acestora, fapt care contribuie la declanșarea multor boli. Cu toate acestea, acestă teorie se referă la radicalii liberi generați în organism, nu la cei consumați de individ, care sunt în general distruși prin procesare la nivel digestiv.
Marea majoritate a substanțelor prezente în mâncarea iradiată este întâlnită și în alimente tratate prin alte metode, nefiind specifice procesului. O singură familie de chimicale se formează specific prin iradierea acizilor grași (2-alchilciclobutanone, 2ACB) ca produși de radioliză (deci specifici iradierii), iar acești produși nu sunt toxici. La iradierea alimentelor, celelalte clase de compuși chimici specifice tehnicilor de procesare (inclusiv tratament termic) sunt prezente într-o măsură mai scăzută.
Dozele de radiație necesare pentru a provoca modificări toxice sunt mult mai mari decât dozele utilizate în timpul iradierii. Chiar luând în calcul prezența 2-ACB, precum și pe cea a radicalilor liberi, rezultatele studiilor rezultate conduc la concluzia că nu există un risc semnificativ la expunerea la produși de radioliză.

#### Calitatea alimentelor
Radiațiile ionizante pot schimba calitatea produselor alimentare; pentru a modifica negativ proprietățile nutriționale, gustul, aspectul sau textura alimentelor sunt însă necesare doze de radiații foarte ridicate (câteva mii de gray). Iradierea alimentelor la doze uzuale are însă un impact neglijabil. Când iradierea este utilizată pentru a menține calitatea produselor alimentare expuse la raft pentru o perioadă mai lungă de timp, avantajul major este acela că produsul este disponibil pentru mai mulți consumatori, care au acces pentru timp mai îndelungat la proprietățile produsului original (gust, textură, aspect, substanțe nutritive). Alterarea calității și a proprietăților nutritive depinde de gradul de tratament și poate varia foarte mult de la un aliment la altul.
S-a testat iradierea la doze minime pentru rucola, spanac, conopidă, dovleac, muguri de bambus, coriandru, pătrunjel, năsturel. Informația rezultată din astfel de studii cu privire la caracteristicile fizico-chimice și/sau proprietățile bioactive și termenul de valabilitate pentru aceste produse este minimă.
O oarecare degradare a vitaminelor cauzată de procesul de iradiere este posibilă, dar acesta este similară sau chiar mai redusă decât pierderile cauzate de alte procese (refrigerare, congelare, uscare, încălzire) aplicate pentru a se obține același rezultat.
Modificările aromei alimentelor grase (precum carnea, nucile și uleiurile) sunt perceptibile, în contrast cu majoritatea produselor (cum ar fi fructele și legumele). Unele studii indică chiar faptul că pentru unele fructe și legume tratate în mod corespunzător prin iradiere, calitățile senzoriale ale produsului se pot îmbunătăți comparativ cu cele ale alimentelor netratate.

##### Impactul asupra calității legumelor minim procesate
Năsturelul (Nasturtium officinale) este o plantă perenă cu o creștere rapidă în medii acvatice sau semi-acvatice. Întrucât tratamentele chimice nu sunt eficiente pentru reducerea culturilor microbiene, acesta a fost tratat cu radiații gama în vederea îmbunătățirii siguranței alimentare și a termenului de valabilitate al produsului (prevenirea încolțirii post-ambalare, contaminarea, întârzierea proceselor de maturare post-recoltare etc.).
În cadrul unui studiu publicat în Food Chemistry, alimentară jurnal, oamenii de știinta au studiat comportamentul năsturelului proaspăt recoltat la doze de iradiere de 1, 2 și 5 kGy la 4 °C timp de 7 zile. S-a stabilit că specimenele tratate cu o doză de 2 kGy prezintă calități similare probelor de control.

### Impactul pe termen lung
La o dietă bazată exclusiv pe produse alimentare iradiate la la doze suficient de ridicate pentru a reduce în mod semnificativ conținutul său nutrițional, există un risc crescut de a dezvolta boli nutrițonale daca măsuri suplimentare (cum ar fi schimbări în obiceiurile alimentare) nu ar fi luate pentru a atenua acest fapt. În plus, cel puțin trei studii efectuate pe pisici indică o pierdere de țesut în teaca de mielină la consumul de alimente iradiate, ceea ce conduce la paralizii reversibile. Cercetătorii suspectează drept cauze potențiale nivelurile reduse de vitamină A și niveluri ridicate de radicali liberi. Acest efect este considerat a fi specific pentru pisici și nu a fost reprodus la niciun alt animal. Pentru a produce astfel de efecte, pisicile au fost hrănite exclusiv pe alimente care au fost iradiate cu o doză de cel puțin cinci ori mai mare decât doza maximă admisibilă.
Este rezonabil să se presupună că iradierea alimentelor ar putea induce producerea de tulpini tolerante la radiații, similar cu modul în care tulpini de bacterii au dezvoltat rezistență la antibiotice. Bacteriile dezvoltă rezistență la antibiotice după ce un individ utilizează antibiotice în mod repetat. La fel ca în procesul de pasteurizare, produsele vegetale sunt supuse iradierii o singură dată, nefiind reprelucrate ulterior. Cicluri de tratament termic indică dezvoltarea de bacterii rezistente la căldură, dar astfel de probleme nu au fost semnalate până în prezent pentru vegetalele pasteurizare. În plus, atunci când doza de iradiere este aleasă pentru a viza o anumită specie de microbi, doza este calibrată prin încercări suucesive, pentru a afecta specific acea specie. Acest fapt asigură că procesul distruge toți membrii unei specii țintă. Prin urmare, membrii speciei țintă mai toleranți la radiaii nu prezentă nici un avantaj evolutiv, în absența căruia selecția nu se produce. Comitetul Științific pentru Alimente al Comisia Europeane a concluzionat că nu există nici o dovadă ca iradierea să producă in mod direct la mutații către tulpini mai rezistente; dimpotrivă, iradierea este responsabilă de provocarea de pierderi ale virulenței, întrucât mutanții sunt de obicei mai puțin competitivi și mai puțin adaptabili.

#### Preconcepții
O parte dintre cei ce luptă împotriva iradierii alimentelor susțin că siguranța alimentară a procesului nu este dovedită din punct de vedere științific în lipsa unor studii pe termen lung, în ciuda faptului că există sute de astfel de studii pe animale (inclusiv multigenerații) hrănite cu alimente iradiate, realizate începând cu 1950. Punctele critice investigate au inclus modificări subcronice și cronice ale metabolismului, histopatologiei, funcției majorității sistemelor, efectelor asupra reproducerii, creșterii, teratogenității și mutagenezei. Au fost efectuate numeroase studii, meta-studiile susținând siguranța alimentelor iradiate.
Concluziile următorului studiu sunt citate de oponenții procesului: Institutul Național de Nutriție din India (INN) a descoperit o prezență ridicată a celulelor cu mai mult de un set de gene (poliploidie) la oameni și la animale, atunci când grâul utilizat pentru furajare a fost iradiat recent (în decursul ultimelor 12 săptămâni). Acest studiu nu a fost confirmat de experimente ulterioare, nerealizându-se o conexiune clară între procesul de iradiere și efectele observate, rezultatele putând fi datorate mai curând problemelor datorate setării condițiilor experimentale. După analiză, oamenii de știință au stabilit că tehnicile utilizate de INN includ eroari umane și variații statistice; prin urmare, rezultatele nu sunt certe. După mai multe studii efectuate de agenții independente și oameni de știință, nu s-a putut găsi o corelație între poliploidie și iradierea alimentelor.

### Efectele indirecte ale iradierii
Efectele indirecte ale iradierii alimetelor prezintă la rândul lor interes în evaluarea impactului procesului și a modului în care acesta va schimba lumea, cu accent pe sistemul de producției alimentelor. Teoretic – dacă iradierea ar deveni un proces comun de condiționare a alimentelor – ar avea loc o reducere a incidențelor bolilor digestive, eventual eradicarea agenților patogeni specifici. Cu toate acestea, diverse studii sugerează că o rată crescută de dezvoltare a agenților patogeni poate apărea atunci când alimentele iradiate sunt contaminate cu un agent patogen, întrucât organismele de alterare concurente nu mai sunt prezente.

## Tratamentul prin iradiere
Până la momentul iradierii, alimentele iradiate sunt procesate în același mod ca și toate celelalte alimente. Pentru tratarea prin iradiere acestea sunt expuse la radiații, timpul de iradiere fiind dictat de activitatea sursei și doza de iradiere avută în vedere. Radiațiile pot fi emise de o sursă radioactivă, generator de radiații X sau acceleratori de particule. Măsuri speciale de precauție sunt luate pentru a se asigura că produsele alimentare nu intră în contact cu substanțe radioactive și că personalul și mediul sunt protejate din punctul de vedere al expunerii la radiații. Tratamente de iradiere sunt de obicei clasificate în funcție de doza de iradiere (ridicată, medie și scăzută), dar uneori și în funcție de efectele produse de respectivul tratament (radicidație, radurizație și radapertizare). Iradierea alimentelor este uneori întâlnită și ca „pasteurizare la rece” sau „pasteurizare electronică” întrucât iradierea nu produce efecte termice semnificative, iar efectul este similar cu cel al pasteurizării (procedeu termic). Sintagma „pasteurizare la rece” ridică însă controverse pentru că termenul poate fi folosit pentru a ascunde faptul că alimentul a fost iradiat și nu pasteurizat; în plus, cele două procese sunt fundamental diferite.
Costurile tratamentului prin iradiere variază în funcție de doză și tipul instalației de utilizare. În funcție de doza necesară, un colet este expus iradierii pentru perioade de timp variind între câteva minute și câteva ore. Pentru doze mici (necesare unor procese precum dezinfecția), costul este de circa 0,10–0,50 lei, ajungănd la circa 1 leu pentru timpi ridicați de iradiere.

### Efectul iradierii asupra ambalajelor
Procesatorii și producătorii caută să găsească cele mai accesibile și eficiente ambalaje pentru alimentele procesate prin iradiere. Iradierea alimentelor preambalate poate induce alterări chimice specifice, întrucăt o parte din materialul de ambalare poate migra și contamina alimentul. De asemenea, materialele plastice supuse iradierii pot suferi modificări fizico–chimice (precum schimbarea masei moleculare) în timpul procesului de iradiere.

### Dozimetria
Doza de radiație absorbită reprezintă cantitatea de energie absorbită pe unitatea de greutate de material țintă. Doza este folosită în special datorită faptului că în materialul țintă se produc modificări simlare atunci când unor cantități egale de substanță li se administrează aceeași doză. În SI, unitatea de măsură a dozei este Gray (Gy sau J/kg). Dozimetrele sunt instrumente utilizate pentru a măsura doza și care – atunci când sunt expuse la radiații ionizante – își schimbă anumite atributele fizice într-o măsură care poate fi corelată cu doza recepținată. Măsurarea dozei (dozimetria) implică expunerea unuia sau mai multor dozimetre alături de materialul țintă.
Legislația împarte aplicațiile de iradiere a alimentelor în funcție de doză: aplicații la doze în reduse (până la 1 kGy), medii (1–10 kGy) și ridicate (peste 10 kGy). Doze ridicate sunt superiore celor permise a fi utilizate în SUA și multe alte țări (inclusiv România) pentru alimente comerciale10 kGy). Totuși astfel de doze sunt aprobate pentru a fi aplicate în aplicații necomerciale precum sterilizarea cărnii congelate pentru astronauți (la doze de 44 kGy) sau a hranei pentru anumiți bolnavi aflați sub tratament.
|                             | Aplicații | Doza (kGy)  |
| Doză redusă (până la 1 kGy) | Inhibarea încolțirii (cartofi, ceapă, usturoi)                                                                                 | 0,06 - 0,2  |
| Doză redusă (până la 1 kGy) | Întârzierea coacerii/maturării (căpșuni, cartofi)                                                                              | 0,5 - 1,0   |
| Doză redusă (până la 1 kGy) | Prevenirea infestării cu insecte (cereale, boabe de cafea, condimente, nuci uscate, fructe uscate, pește uscat, mango, papaia) | 0,15 - 1,0  |
| Doză redusă (până la 1 kGy) | Controlul și inactivarea paraziților (viermi, trichinella)                                                                     | 0,3 - 1,0   |
| Doze medii (1–10 kGy)       | Prelungirea termenului de valabilitate (pește, fructe de mare, pruduse din carne proaspetă, refrigerate și congelate)          | 1,0 - 7,0   |
| Doze medii (1–10 kGy)       | Reducea riscului prezenței microbilor patogeni și de alterare (carne, fructe de mare, mirodenii, condimente)                   | 1,0 - 7,0   |
| Doze medii (1–10 kGy)       | Conservarea sucurilor alimentare, reducerea timpului de gătit a legumelor uscate                                               | 3,0 - 7,0   |
| Doze mari (peste 10 kGy)    | Enzime (deshidratate) | 10,0        |
| Doze mari (peste 10 kGy)    | Sterilizarea mirodeniilor, condimentelor și a legumelor uscate                                                                 | maxim 30,0  |
| Doze mari (peste 10 kGy)    | Sterilizarea materialelor de ambalaj                                                                                           | 10,0 - 25,0 |
| Doze mari (peste 10 kGy)    | Sterilizarea alimentelor (NASA și spitale)                                                                                     | 44,0        |

### Tipuri de surse utilizate pentru iradierea alimentelor

#### Iradierea gama
Iradierea gama se realizează cu radioizotopi precum 60Co și 137Cs, care sunt obținuți prin bombardament cu neutroni a unei ținte de 59Co, respectiv ca produs secundar al industriei nucleare (separare din combustibilul nuclear iradiat). 60Co reprezintă cea mai comună sursă de radiații gama utilizată pentru iradierea alimentelor în facilități industriale, deoarece este insolubil în apă (deci prezintă are un risc minim de contaminare a mediului la eventuale scurgeri în bazinul de apă). Sursa de radiatii transportată în camioane speciale este ecranată corspunzător, fiind necesar să îndeplinească standardele menționate în reglementările pentru transportul în siguranță al materialelor radioactive ale AIEA, specificate în International Atomic Energy Act. Camioanele speciale trebuie să îndeplinească standarde ridicate de siguranță și să treacă o multitudine de teste pentru în vederea aprobării pentru transportul surselor de radiații. În contrast, sursele de 137Cs sunt mai solubile în apă și prezintă un risc neneglijabil de contaminare a mediului înconjurător. Totuși și astfel de surse sunt disponibile pentru utilizare pe scară largă. Este cunoscut un incident în care o sursă de 137Cs a ajuns accidental în bazinul de stocare, fiind necesare acțiuni de intervenție în vederea eliminării contaminării.

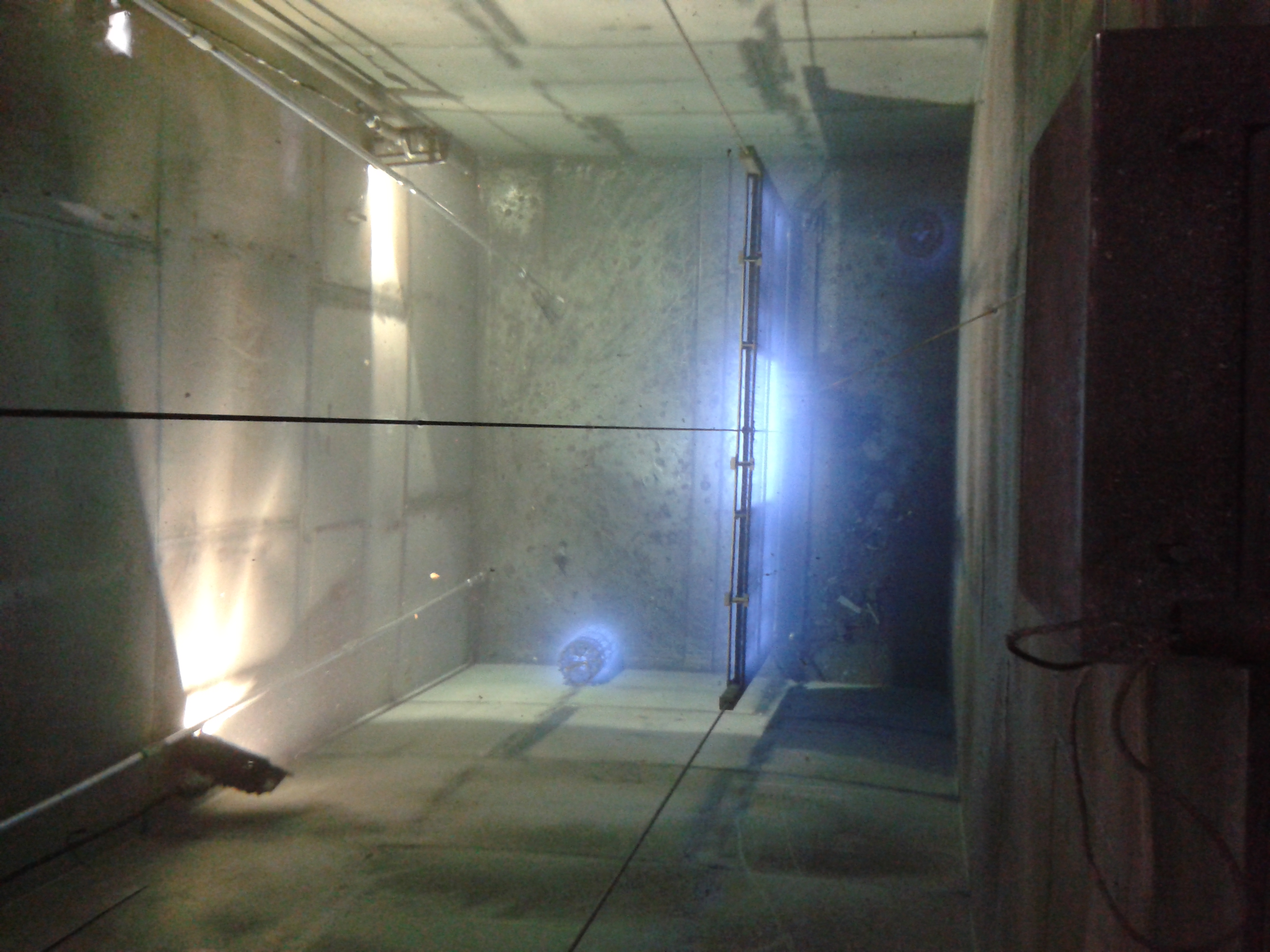
Sursă de ^{60}Co într-o cameră de iradiere gama

Iradierea gama este utilizată pe scară largă datorită uniformității dozei și a puterii de penetrare în strat a radiației gama.  În plus, iradierea gama este semnificativ mai ieftină comparativ cu utilizarea surselor de radiații X. În cele mai multe modele, surse închise conținând radioizotopii de iradiere sunt stocate într-un bazin cu apă, care ecranează parțial sursa atunci când aceasta nu este în uz. Pentru tratament, sursa este scoasă din bazinul de stocare, iar produsul supus tratamentului este plasat în jurul sursei de iradiere.

#### Fasciculele de electroni
Tratamentul cu fascicule de electroni se realizează utilizăndu-se acceleratoare care generează electroni accelerați la 99% din viteza luminii. Acest sistem utilizează energia electrică, deci poate fi pornit și oprit (în contrast cu sursele de radiații). Avantajul utilizării unei astfel de accelerator constă în faptul că puterea sa ridicată este corelată cu un randament mai mare, deci cu un cost unitar mai mic. Dimpotrivă, fascicule de electroni prezintă o  uniformitate a dozei mai scăzută și o putere de penetrare de ordinul centimetrilor. Prin urmare, tratamentul cu fascicule de electroni este utilizat pentru produsele care prezintă grosime redusă.

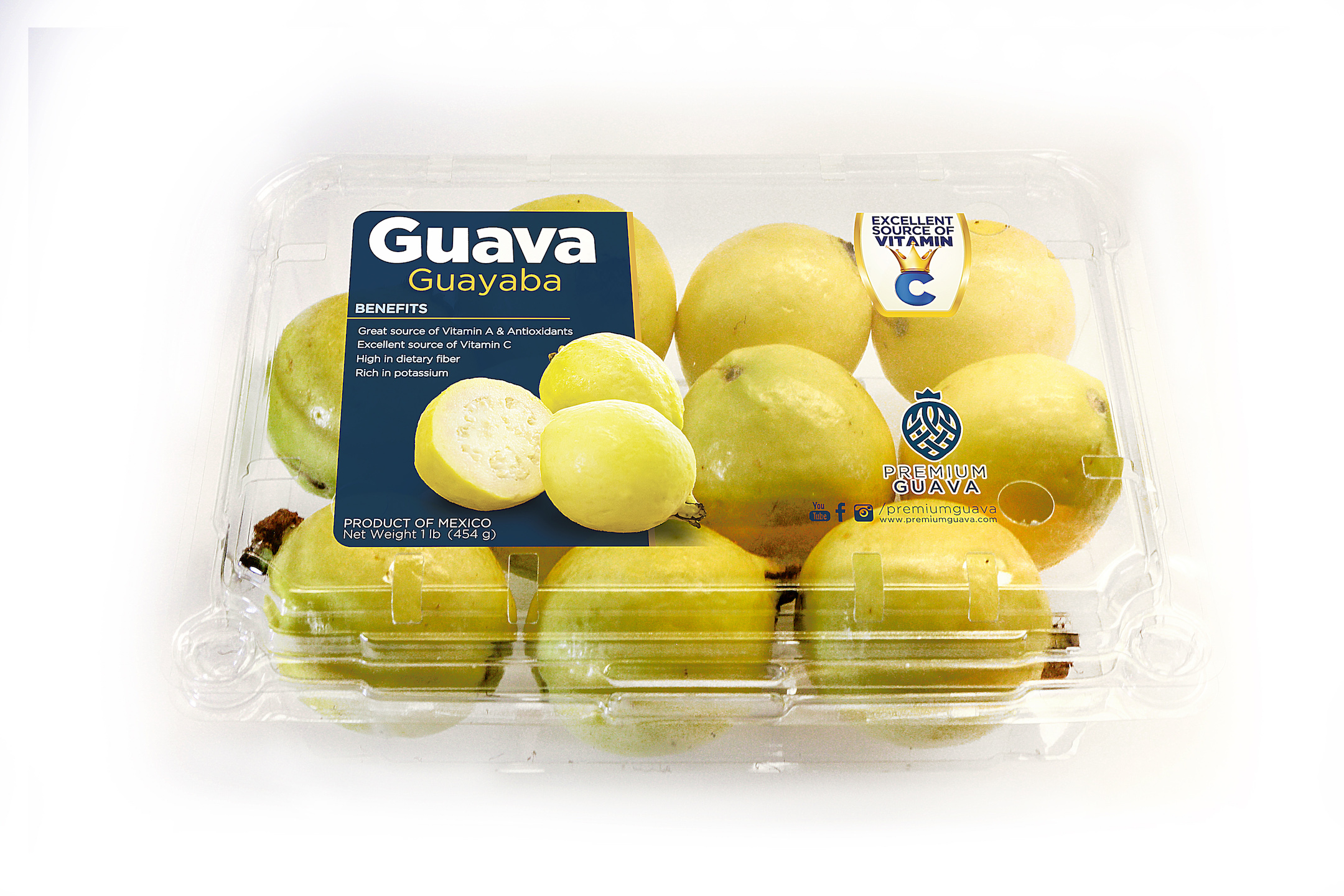
Fructe iradiate, Spring Valley Fruits Co., Mexic

#### Radiația X
Radiațiile X sunt produse prin bombardamentul  cu electroni accelerați (conversie bremsstrahlung) a unei ținte realizate dintr-un material dens, ceea ce conduce la un spectru energetic continuu. În acest scop se utilizează metale grele precum tantal sau wolfram, cu numere atomice și temperaturi de topire ridicate. Tantalul este preferat wolframului pentru ținte de dimensiuni mari întrucât este mai prelucrabil și prezintă un prag energetic mai ridicat pentru reacții nucleare induse. La fel ca și fascuculele de electroni, pentru producerea de radiații X nu sunt necesare surse radioactive, fluxul de radiații putând fi oprit în orice moment. Radiațiile X au o putere de penetrare și uniformitate a dozei ridicate, dar sunt surse de iradiere foarte costisitoare, întrucât doar 8% din energia incidentă este convertită în radiații X.

### Costul de investiție și operare

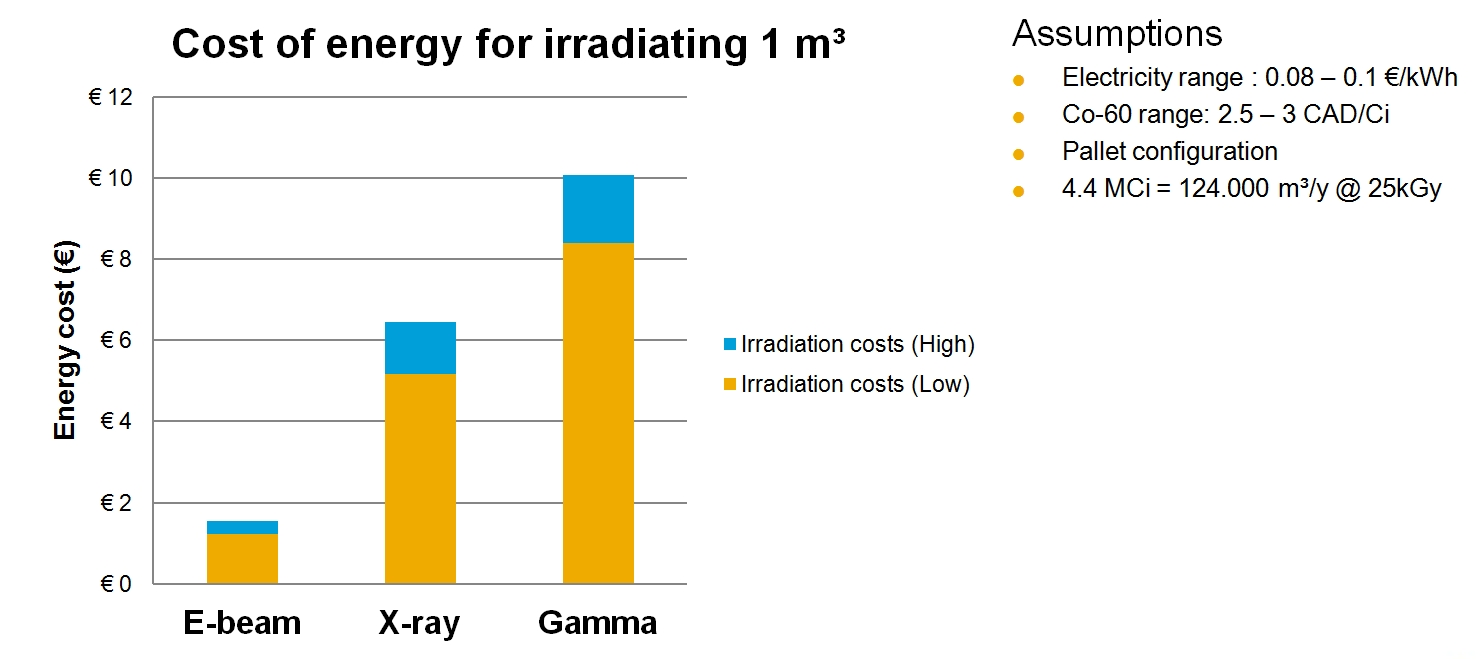
Ilustrarea eficienței diferitelor tehnologii de iradiere (fascicul de electroni, radiații și gama)

Costul unei instalații de iradiere a alimentelor este influențat de doza necesară, toleranța la iradiere a alimentului, condițiile de manipulare (de exemplu cerințe de ambalare și stivuire), geometria de iradiere etc. Iradierea gama este o tehnologie de capital care necesită investiții inițiale substanțiale (aproximativ 5–25 milioane de lei). Pentru instalații de mari dimensiuni, costurile majore de capital includ sursa de radiații, echipamentele grele (iradiatorul, bazinul, benzile transportoare, sisteme de control și alte echipamente auxiliare), terenuri (circa 0,5 hectare), ecrane de protecție și depozitele. La rândul lor, costurile operaționale includ forța de muncă, utilitățile, întreținerea, transportul, împrospătarea sursei de iradiere (care se dezintegrează în timp), taxe și asigurări, incluzănd costuri legate de aspectele legale (ampasare, funcționare, utilizare, certificare personal expus profesional etc.). Având în vedere prelucrarea la rece, costul produselor perisabile (care trebuiesc prelucrate și stocate la temperaturi scăzute) nu este influențat.

## Percepția publică
Conotațiile negative asociate cuvântului „radiație” sunt considerate ca fiind direct responsabile de nivelul de acceptare redus în rândul consumatorilor. Mai multe grupuri de experți (inclusiv grupuri internaționale) au evaluat datele disponibile și au concluzionat că orice aliment iradiat este sănătoas și sigur pentru consum, indiferent de doza de iradiere.
Iradierea este un procedeu aprobat de către mai multe țări. De exemplu, în SUA iradierea alimentelor este aprobată și reglementată din punct de vedere legal de mai bine de cincizeci de ani. În ultimul deceniu a avut loc o creștere majoră a utilizării procesului în zona fructelor și legumelor, care sunt iradiate pentru a preveni răspândirea dăunătorilor. La începutul anilor 2000 în SUA, iradierea cărnii a fost relativ comună pentru anumite magazine; odată cu scăderea cererii de consum a scăzut și incidența utilizării iradierii alimentelor din carne. În ciuda acestor fluctuații, iradierea produselor alimentare este un proces utilizat, iar volumele de produse iradiate cresc într-un ritm lent, chiar și în Uniunea Europeană; în UE toate țările membre permit iradierea de ierburilor uscate, mirodeniilor și condimentelor vegetale, iar unele permit iradierea altor alimente destinate vânzării.
Chiar dacă există unii consumatori care aleg să nu cumpere alimente iradiate, există o piață suficientă pentru comercianții cu amănuntul care au stocuri de produse iradiate suficiente pentru câțiva ani. O parte din alimentele iradiate sunt revândute cu amănuntul, ceea ce sugerează un posibil succes al produselor alimentare iradiate. Cu toate acestea, concluzia generală este că percepția consumatorilor față de produsele alimentare tratate prin iradiere este încă mult mai negativă decât în cazul produselor prelucrate prin alte mijloace. În contrast, unele din studiile comandate de industria de profil indică pentru perioada 1985–1995 o scădere a numărului de consumatori cu o percepție negativă cu privire la siguranța alimentelor iradiate, acesta fiind comparabil cu cel al persoanelor cu o părere negativă asupra aditivării și utilizării conservanților. Chiar dacă nu este adevărat, „oamenii cred că produsul este radioactiv”, a spus Harlan Clemmons, președinte al Sadex, o companie de iradiere a alimentelor cu sediul în Sioux City, Iowa. Din cauza acestor îngirijorări și din cauza costului ridicat al produselor alimentare iradiate, nu există încă o piață largă pentru astfel de produse alimentare destinate consumului uman.

## Standarde și reglementări
Codex Alimentarius reprezintă standardul global pentru iradierea produselor alimentare, în special în cadrul statelor semnatare ale acordului Organizației Mondale a Sănătății. Indiferent de sursa de iradiere, toate instalațiile de prelucrare trebuie să respecte standardele de siguranță stabilite de către Agenția Internațională pentru Energie Atomică (AIEA), Codex-ul de bune practici pentru prelucrarea produselor alimentare prin iradiere, Comisia de Reglementare Nucleară (CRN), și Organizația Internațională pentru Standardizare (ISO). Mai precis, ISO 14470 și ISO 9001 oferă informații amănunțite cu privire la siguranța în unitățile de iradiere.
Toate facilitățile comerciale de iradiere prezintă sisteme de siguranță în scopul prevenirii expunerii personalului la iradieri nedorite. Sursa de radiații este ecranată în mod constant de căte un strat de apă, beton și/sau metal. Facilitățile de iradiere sunt proiectate astfel încât să existe un număr de măsuri de siguranță complementare, cu rolul de a preveni expunerea accidentală la radiații.

### Etichetarea
Codex Alimentarius prevede că orice produs de „primă generație” trebuie etichetat ca atare, la fel ca orice produs direct derivat dintr-o astfel de materie primă; regula generală pentru ingrediente furnizate este că chiar și ultima moleculă a unui produs iradiat trebuie menționată ca atare, chiar dacă ingredientele neiradiate nu sunt menționate pe etichetă. Utilizarea logo-ului Radura este opțională; mai multe țări folosesc o versione grafică, diferită de cea din Codex.
Regulile propuse pentru etichetare sunt publicate în CODEX-STAN – 1 (2005) și includ utilizarea simbolului Radura pentru toate produsele care conțin alimente iradiate. Acest simbol nu este un indicator de calitate. Cantitatea de agenți patogeni remanentă se bazează și conținut original și doza aplicată, care poate varia de la produs la produs.
Uniunea Europeană urmează dispoziție Codexului pentru a eticheta ingredientele iradiate până la ultima moleculă în produsele alimentare. Comunitatea Europeană nu prevede utilizarea logo-ul Radura și se bazează exclusiv pe etichetarea corespunzătoare în limbile oficiale ale Statelor Membre. Uniunea Europeană își întărește legistația referitoare la etichetarea alimentelor iradiate prin solicitari adresate țărilor  membre de a efectua teste transversale asupra produselor alimentare aflate pe piață și să raporteze orice abatere Comisiei Europeane. Rezultatele sunt publicate anual în jurnalul oficial al Comunităților Europene.
SUA definește produsele alimentare iradiate ca fiind acele alimentele în care iradierea provoacă o schimbare materială a produsului, sau o schimbare materială a consecințelor ce pot rezulta din utilizarea acestor alimente. Prin urmare, produsele alimentare rezultate în urma procesării alimentelor iradiate sunt scutite de etichetarea corespunzătoare, conform cerințelor SUA. Toate alimente iradiate trebuie să includă vizibil simbolul Radura, alături de textul „tratat cu radiații” sau „tratat prin iradiere”. Alimente vrac trebuie să fie etichetate individual cu simbolul și textul respectiv; în mod alternativ, aceste elemente pot fi afiaște pe containerul utilizat pentru vânzarea alimentelor.

### Iradierea alimentelor preambalate
La secțiunea 409 din Federal Food, Drug, and Cosmetic Act se menționează faptul că iradierea produselor alimentare preambalate necesită aprobare anterioară atât pentru iradierea unui anumit produs alimentar cât și pentruiradierea materialului utilizat pentru ambalare. Materiale de ambalare ce pot fi iradiate includ diverse folii de plastic, dar nu acoperă varietatea materialelor bazate pe polimeri și adezivi care satisfac standardele specifice. Absența omologării materialului de împachatare limitează producția și extinderea procesului de iradiere a alimentelor preambalate. Ambalajele ce pot fi iradiate sunt:
| Material   | Hârtie de ambalaj | Hârtie lucioasă | Carton | Folie de celofan | Folie din poliolefine | Folie de polistiren | Nailon–6 | Pergament vegetal | Nailon–11 |
| Doză (kGy) | 0,05              | 10              | 10     | 10               | 10                    | 10                  | 10       | 60                | 60        |

### Siguranța alimentară
În 2003, Codex Alimentarius a eliminat orice limită superioară de doză pentru iradierea alimentelor precum și autorizațiile necesare pentru produse alimentare specifice, declarând că toate prezintă siguranță alimentară. Țări precum Pakistan și Brazilia au adoptat Codexul, fără rezerve sau restricții.
Societatea Americană pentru Testare și Materialor (ASTM) și ISO/ASTM Standardele sunt au definit standardele care descriu calibrare și operare pentru dozimetria radiațiilor, precum și procedurile care să relaționeze doza măsurată de efectul obținut.
Toate regulile implicate în prelucrarea alimentelor se aplică tuturor produselor alimentare înainte ca acestea să fie iradiate.

#### Uniunea Europeană
Legislația europeană dictează că toate statele membre trebuie să permită vânzarea de ierburi aromatice uscate, mirodenii și condimente vegetale iradiate. Cu toate acestea, aceste directive permit Statelor Membre să mențină autorizațiile anterioare pentru categorii de produse alimentare anterior aprobate de către Comitetul Științific pentru Alimentație al CE (în prezent Autoritatea Europeană pentru Siguranța Alimentară). Astfel, Belgia, Cehia, Franța, Italia, Olanda, Polonia și Regatul Unit permite vânzarea mai multor tipuri de alimente iradiate. Inainte ca anumite elemente individuale să fie adăugate la lista deja aprobată, sunt necesare studii toxicologice pentru fiecare astfel de aliment și pentru fiecare doză prevăzută în solicitare. Se prevede de asemenea ca iradierea să nu fie folosită „ca un substitut al igienei sau practicilor de bună fabricație sau agricole". Aceste Directive controlează numai alimente iradiate destinate consumului, nefiind aplicabile pentru produsele alimentare iradiate destinate pacienților care necesită diete sterile.
Datorită pieții unice europene, orice produs alimentar, chiar iradiat, trebuie să poată fi comercializat în orice Stat Membru, chiar dacă prevalează o interdicție generală de iradiere a alimentelor, cu condiția ca produsele iradiate în mod legal în țata de origine. În plus, importurile în CE sunt posibile din țări terțe dacă instalația de iradiere a fost inspectată și aprobată de CE, iar tratamentul este legal în cadrul CE sau al unui stat membru.
În România aceste aspecte sunt reglementate prin Ordinul Ministerului Sănătății și Familiei nr. 855/98/90 din 23 noiembrie 2001, Ordinul Ministerului Agriculturii, Alimentației și Pădurilor nr. 855 din 23 noiembrie 2001 și Ordinulul nr. 90 din 14 martie 2002 al Comisiei Naționale pentru Controlul Activităților Nucleare privind  aprobarea Normelor privind alimentele si ingredientele alimentare tratate cu radiatii ionizante. Acesta prevede că autorizația poate fi obținută dacă sunt îndeplinite cumulativ următoarele condiții: (a) exploatarea instalației de tratare a produselor alimentare se face în condițiile Codului internațional de practică, recomandat de Comisia Mixta Codex Alimentarius a FAO/O.M.S.; (b) a fost desemnată o persoană responsabilă cu îndeplinirea tuturor condițiilor necesare pentru desfășurarea procesului de iradiere a produselor alimentare. Iradierea produselor alimentare poate fi autorizată dacă sunt îndeplinite cumulativ următoarele coniții: (a) este justificată necesitatea tehnologică; (b) nu prezintă risc pentru sănătate și este realizată în condițiile declarate în documentele de autorizare; (c) se realizează în beneficiul consumtorului la energii inferioare a 10 MeV; (d) nu este utilizată drept surogat pentru măsuri igienico–sanitare sau a bunelor practici de fabricare sau cultivare. Scopurile în care poate fi utilizată sunt: (a) reducerea incidenței bolilor datorate produselor aalimentare prin distrugerea organismelor patogene; (b) reducerea procesului de alterare a produselor alimentare prin întârzierea sau stoparea proceselor de descompunere și prin distrugerea organismelor responsabile pentru aceste procese; (c) reducerea pierderilor datorate proceselor premature de maturare, germinare sau încolțire; (d) îndepărtarea din produsele alimentare a organismelor care dăunează vegetalelor sau produselor vegetale.

#### Statele Unite ale Americii
Food and Drug Administration (FDA) este agenția responsabilă pentru reglementarea utilizării surselor de radiații în domeniul alimentar în SUA. Iradierea, așa cum este definită de către FDA, este un „aditiv alimentar” și nu un mijloc de procesare, căzând sub incidența reglemetărilor aditivilor alimentari. Pentru fiecare aliment aprobat a fi iradiat există ghiduri  care specifică dozele minimă și maximă determinate a fi sigure de către FDA. Ambalajele care sunt utilizare pentru alimentele procesate prin iradiere trebuie de asemenea să fie supuse aprobării. Departamentul pentru Agricultură al SUA (USDA) actualizează aceste reglementări pentru produsele din carne, păsări de curte și fructe proaspete.
USDA a aprobat utilizarea iradierii la doze scăzute ca o alternativă la tratamentul fructelor și legumelor cu pesticide, gazde a unei serii de insecte dăunătoare. În conformitate cu acordurile bilaterale care permit țărilor mai puțin dezvoltate să exporte produse alimentare, este permisă iradierea fructelor la doze mici pentru a ucide insectele, astfel încât produsele alimentare să poată evita carantina.

#### Australia
Australia a interzis iradierea mâncarii pentru pisici după cazul cu ecou național în care pisicile au dezvoltat paralizie în urma consumului îndelungat a unei anumite mărci de alimente pentru pisici iradiate la doze extreme extrem de înalte. Cauza suspectată pentru malnutriție a fost consumul de alimente fără vitamina A, distrusă în timpul procesului de iradiere. Incidentul a fost corelat cu prezența pe piață a unui singur lot al unei marci de produs și nu cu orice tip de măncare de pisici tratată prin iradiere. Acest fapt, împreună cu dovezi incomplete asupra faptului că forma activă de vitamină A lipsea din produs, nu a dovededit clar faptul că iradierea hranei a fost responsabilă de respectivul incident. Cercetări ulterioare au confirmat însă faptul că paralizia este un efect al nutriției pisicilor cu alimente iradiate cu deficit de vitamină A (pentru detalii, a se vedea secțiunea Impactul pe termen lung).

### Aspecte de securitate și siguranță nucleară
În vederea minimizării riscului, sursele de iradiere trebuiesc prevăzute obligatoriu cu sisteme de blocare și de protecție. Utilizarea unor astfel de facilități a condus la evenimente semnificative de iradiere (decese și leziuni radioinduse), multe dintre ele cauzate de blocarea sistemelor de siguranță de către operatori. Trebuie menționat faptul că radioprotecția este o preocupare majoră în unitățile nucleare, în timp ce în siguranța ocupațională „obișnuită” este tratată cu mai mult sau mai puțină considerație.
Siguranța instalațiilor de iradiere este reglementată de către Organizația Națiunilor Unite prin Agenția Internațională pentru Energie Atomică și monitorizată de către diferite organisme naționale de reglementare în domeniul nuclear. Autoritățile de reglementare impun o cultură de securitate care prevede că toate incidentele care apar sunt documentate și analizate în detaliu, în vederea determinării cauzei și al potențialul de îmbunătățire a măsurilor corective. Astfel de incidente sunt analizate de către personalul diverselor facilități, iar îmbunătățirile posibile sunt aplicate pe instalațiile existente sau incluse în construcția noilor modele ale instalațiilor.
În SUA, Comisia de Reglementare Nucleară (NRC) reglementează siguranța în unitatea de procesare, în timp ce Departamentul de Transport al SUA (DOT) reglementează transportul în siguranță al surselor radioactive. În România, toate aceste aspecte sunt reglementate de către CNCAN.

## Piața alimentelor iradiate
În 2010, cantitățile de alimente iradiate în Asia, UE și SUA au fost de 285200, 9300, respectiv 103000 de tone. Autoritățile din unele țări folosesc teste care pot detecta iradierea produselor alimentare, pentru a pune în aplicare standarde de etichetare și de a consolida încrederea consumatorilor. Uniunea Europeană monitorizează piața pentru a determina cantitatea de alimente iradiate, etichetarea corectă și verifică dacă iradierea se realizează la unități autorizate.
Iradierea de fructe și legume ca procedeu de prevenire a răspândirii de boli și dăunători în afara frontierelor a fost în creștere la nivel global. În 2010, 18446 de tone de fructe și legume au fost iradiate în șase țări, 97% din aceasta fiind fost exportate către Statele Unite ale Americii.
Un total de 103000 de tone de produse alimentare au fost iradiate în SUA continentală în 2010. Cele trei clase majore de alimente iradiate au fost condimentele (77,7%), fructele și legumele (14,6%), respectiv carne și păsări de curte (7,77%). În același an, SUA continentală a importat 17953 de tone de fructe și legume iradiate, în special din Mexic, Hawaii, Thailanda, Vietnam și India.
Un total de 6876 de tone de produse alimentare au fost iradiate în țările Uniunii Europene în anul 2013, în principal în patru State Membre: Belgia (49,4%), Olanda (24,4%), Spania (12,7%) și Franța (10,0%). Acestă cantitate corespunde unei scăderi de 14% în comparație cu anul precedent 2012 (7972 tone). Cele două tipuri de alimente iradiate majoritar au fost puii de baltă (46%), și ierburi uscate/condimentele (25%).
În SUA, Food and Drug Administration și Departamentul de Agricultură al SUA au emis autorizații de iradiere pentru următoarele alimente și scopuri:
- carne roșie ambalată și refrigerată[94] – pentru controlul agențiilor patogeni (E. Coli O157:H7, Salmonella) și prelungirea termenului de valabilitate.[95]
- carne de pasăre ambalată – controlul agenti patogeni (Salmonella și Camplylobacter).
- fructe proaspete, legume și cereale – controlul insectelor și inhibarea creșterii, maturării și germinării.
- carne de porc – pentru controlul trichinelei.
- plante aromatice, mirodenii și condimente vegetale[96] – pentru controlul insectelor și microorganismelor.
- preparate enzimatice uscate sau deshidratate – pentru controlul insectelor și microorganismelor.
- cartofi albi – pentru inhibarea germinației.
- grâu și făină de grâu – pentru controlul insectelor.
- salată și spanac vrac proaspete[97]
- crustacee (homar, creveți crab)
- fructe de mare (stridii, scoici și midii)

## Cronologia iradierii alimentelor
- 1895 Wilhelm Conrad Röntgen descoperă radiația X
- 1896 Antoine Henri Becquerel descoperă radioactivitatea naturală, iar Minck propune utilizarea terapeutică[98]
- 1904 Samuel Prescott descrie la Massachusetts Institute of Technology (MIT) efectele bactericide[99]
- 1906 Appleby&Banks: brevet UK pentru utilizarea izotopilor radioactivi în iradierea anumitor alimente[100]
- 1918 Gillett: Brevet SUA pentru utilizarea radiațiilor X în conservarea produselor alimentare[101]
- 1921 Schwartz descrie eliminarea Trichinellei din alimente prin iradiere[102]
- 1930 Wuest: brevete francez referitor la iradierea alimentelor[103]
- 1943 MIT devine activă în domeniul conservării alimentelor pentru armata SUA[104]
- 1951 Comisia pentru Energie Atomică a SUA începe să coordoneze activitățile naționale de cercetare în domeniu
- 1958 Primele alimente iradiat comercializat (condimente) la Stuttgart, Germania[105]
- 1970 Înființarea International Food Irradiation Project (IFIP), cu sediul la sediul Centrul Federal de Cercetare pentru Conservarea Alimentelor, Karlsruhe, Germania
- 1980 Comisii de experți mixte FAO/AIEA/CINE recomandă o doză de până la 10 kGy drept „doză medie generală”
- 1981/1983 Desființarea IFIP după atingerea obiectivelor
- 1983 Codex Alimentarius, Standardul General pentru Alimente Iradiate: orice aliment poate fi iradiat la un maxim de 10 kGy drept „doză medie generală”
- 1984 International Consultative Group on Food Irradiation (ICGFI) devine succesor al IFIP
- 1998 Comitetul Științific pentru Alimentație al Uniunii Europene (SCF) a votat „pozitiv” pe opt categorii de aplicații de iradiere[106]
- 1997 FAO/IAEA/WHO Joint Study Group on High-Dose Irradiation recomandă eliminarea oricărei limite superioare de doză
- 1999  Directivele Uniunii Europene 1999/2/CE (directivă cadru) și 1999/3/CE (directivă de punere în aplicare) limitează iradierii o listă ce conține cele opt categorii aprobate anterior de către SFC, dar care permite statelor membre să acorde autorizațiile pentru orice alimente aprobate anterior de către SFC.
- 2000 Germania își exercită dreptul de veto cu privire la aceste directive
- 2003 Codex Alimentarius, Standardul General pentru Alimente Iradiate: se elimină orice limită superioară de doză
- 2003 CSA adoptă o „opinie revizuită” cu recomandări împotriva eliminării limitei superioarăe de doză[107]
- 2004 ICGFI se desființează
- 2011 succesorul SFC, Autoritatea Europeană pentru Siguranța Alimentară (EFSA), reexaminează  lista SFC și face recomandări incluzive suplimentare[108]